# Gilbert Walker
Gilbert Thomas Walker (14 de junho de 1868 - 4 de novembro de 1958) foi um professor, físico, climatologista e estatístico inglês, responsável por descrever as oscilações dos parâmetros atmosféricos entre lugares muito distantes e desvendar o El Niño, fenômeno responsável por mudanças climáticas a nível global.